# ギータ・オブ・ウェセックス
ギータ・オブ・ウェセックス（英語: Gytha of Wessex、ロシア語: Гита Уэссекская:ギータ・ウエセックスカヤ
、1053年頃 - 1098年3月10日/1107年）は、アングロ・サクソン系イングランド王ハロルド2世と、その最初の妻で「白鳥の首」の愛称を持つエディス(en)との間の娘であり、後のキエフ大公ウラジーミル・モノマフの妻である。

## 生涯
1066年、父のハロルド2世がヘイスティングスの戦いで戦死した後、フランドル伯国へと逃亡した。サクソ・グラマティクスの記述には、その後に何人かの兄弟姉妹と共に、おじのデンマーク王スヴェン2世（Svend2世）の元へと移住したとある。
1074年にルーシの公ウラジーミル・モノマフと結婚し、モノマフとの間に数名の子を生んだ。そのうちの1人のムスチスラフは、西欧の史料によれば、祖父に倣った「ハロルド」の名を有していたという。
A.ナザレンコ(ru)は、ギータはケルンの修道院の1つと関係を持つ人物であり、ゴドフロワ・ド・ブイヨンと共に第1回十字軍に参加、その最中に死亡しエルサレムに埋葬されたと推測している。また、その1年後にウラジーミル・モノマフが別の女性と結婚していることから、没年は1098年の可能性が最も高いと推測している。
別の説では、ギータは1107年にスモレンスクで死亡したという。

## 子女
夫はウラジーミル・モノマフ。子には以下の人物がいる。
- ムスチスラフ - キエフ大公。
- イジャスラフ - クルスク公、ムーロム公。
- スヴャトスラフ - スモレンスク公、ペレヤスラヴリ公。
- ロマン - ヴォルィーニ公
- ヤロポルク - キエフ大公。
- ヴャチェスラフ - スモレンスク公、トゥーロフ公、ペレヤスラヴリ公、キエフ大公。
- マリヤ（マリナ） - レオーン・ディオゲネス（Λέων Διογένης[注 3]、Leōn Diogenes、東ローマ皇帝ロマノス4世ディオゲネスの子）と結婚。
- エヴドクシヤ
- エヴフィミヤ - ハンガリー王カールマーンと結婚。
- アガフィヤ
- グレプ - ペレヤスラヴリ公（ただし実在の人物ではないとする説もある）。